# Myristica gigantea
Myristica gigantea là một loài thực vật thuộc họ Myristicaceae. Loài này có ở Indonesia và Malaysia.